# Portugais est-timorais

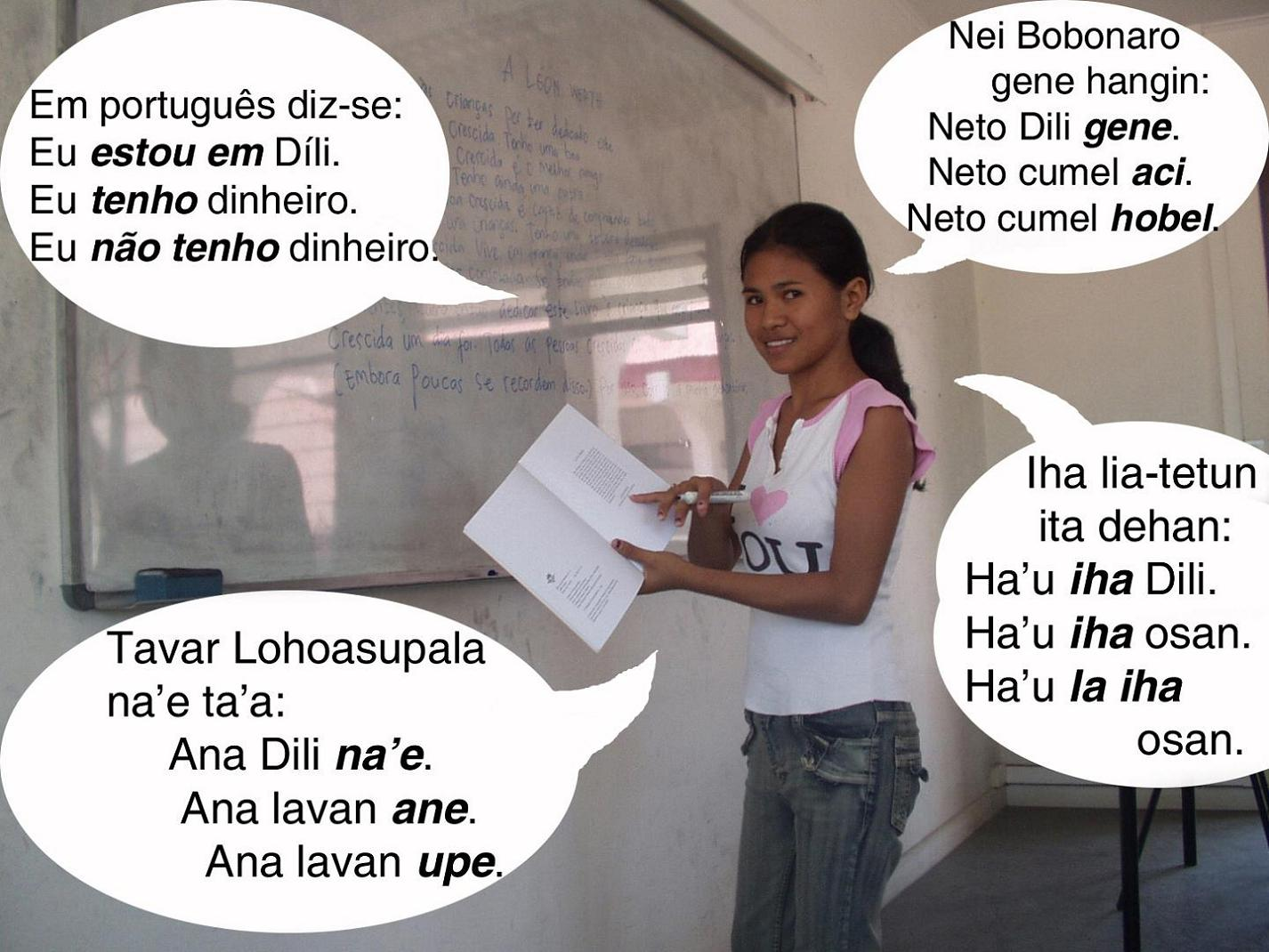
Photographie retouchée à but éducatif montrant des conjugaisons est-timorais.

Le portugais est-timorais (Português timorense en portugais), ou portugais nusantarien (Português nusantarano en portugais), est la variété de portugais parlé au Timor oriental. Elle est, en plus du tétoum, la langue officielle du pays. Le Timor oriental est le seul état souverain d'Océanie avec le portugais comme langue officielle. Il y a une demande croissante pour les cours de portugais dans le pays, pour tous les niveaux d'éducation.

## Histoire
Le portugais timorais est un héritage de la domination portugaise du Timor oriental(appelé Timor portugais) du XVIe siècle. Il a eu son premier contact lors des découvertes portugaises de l'Est, mais il a été largement exposé au Timor portugais au XVIIIe siècle après sa division du reste de l'île par les Pays-Bas.
Cependant, le tétoum est resté la principale langue véhiculaire du Timor oriental pendant la domination portugaise, bien que la forme la plus couramment utilisée, connue sous le nom de tétoun-prasa utilisé à Dili, ait été fortement influencée par le portugais. Après la révolution des Œillets au Portugal en 1974, des partis politiques sont apparus pour la première fois au Timor portugais, tous favorables à l'utilisation continue du portugais, y compris Association populaire et démocratique timoraise, le seul parti à prôner l'intégration avec l'Indonésie, qui a déclaré qu'il soutiendrait le droit de « profiter de la langue portugaise » aux côtés de l'indonésien.
Le 7 décembre 1975, neuf jours après avoir déclaré son indépendance du Portugal, le Timor oriental a été envahi par l'Indonésie, qui a déclaré le territoire comme sa 27e province en 1976, avec l'indonésien comme seule langue officielle. Pendant l'occupation indonésienne, l'utilisation du portugais dans l'éducation, l'administration et les médias a été interdite par les autorités indonésiennes, qui considéraient la langue comme une menace. Et ce, malgré le fait que l’Assemblée du peuple, qui avait demandé au président Suharto l’intégration à l’Indonésie, avait tenu ses débats en portugais, sous une bannière sur laquelle on pouvait lire « Integração de Timor Timur na República da Indonésia » (Intégration du Timor oriental à la République d’Indonésie).
La dernière école à enseigner en portugais, l’Externato São José, a fermé en 1992.
La réintroduction du portugais comme langue officielle a suscité des critiques parmi les jeunes éduqués en Indonésie, mais selon le recensement de 2004, 36,7 % des répondants âgés de six ans et plus (soit 272 638 sur un total de 741 530) ont déclaré avoir « des compétences en portugais ».

## Phonologie
Voyelles non accentuées
Portugais européen → Portugais est-timorais
A : /ɐ/ → /ə/
E : /ɨ/ → /ɪ/
I : /i/ → /i/
O : /u/ → /ʊ/
U : /u/ → /u/
Voyelles à accent aigu
A, Á : /a/ → /a/
E, É: /ε/ → /ε/
I, Í : /i/ → /i/
O, Ó : /ɔ/ → /ɔ/
U, Ú : /u/ → /u/

### Voyelles à accent circonflexe
A, Á : /a/ → /a/
E, Ê: /e/ → /ε/
O, Ô : /o/ → /ɔ/

### Voyelles et diphtongues nasales
AM/ÂM/ÃO : /ə̃w̃/
AN/ÂN/Ã : /ã/
ÃE/ÃI : /ãj̃/
EM/ÊM : /ɐ̃j̃/
EN/ÊN : /ɐ̃/
IM : /ĩɰ̃/
IN : /ĩj̃/
OM/ÔM : /õw̃/
ON/ÔN/Õ : /õ/
ÕE/ÕI : /õj̃/
UM : /ũɰ̃/
UN : /ũw̃/
Diphtongues
AU/OU : /ow/
AI/EI : /ɐj/
EO/EU : /əw/
IU : /ju/ ou /iw/
OI : /oj/
UI : /wi/ ou /uj/
UO : /o/
Trigrammes
ALH/ELH : /ɐjlʲ/
ILH : /ijlʲ/
OLH : /ojlʲ/
ULH : /ujlʲ/
Autres
Toutes les autres lettres se prononcent comme en portugais du Portugal, sauf : 
E/I(en début de mot avant D/F/G(devant e ou i)/L/M/N/P/Q/S/T/V/X avant consonne en fin de mot après DJ/G/J/S/Z) : muet 
E(en fin de mot après B/D) : /ɦ/
E(en fin de mot après CH/TCH/X) : /ʒ̩/
E(en fin de mot après SS) : /z̩/
E(en fin de mot après P/QU/T avant consonne) : /h/
I(en fin de mot) : /ʲ/
G(devant e ou i)/J : /ʒ/ →  /dʒ/
GU(devant e ou i) : /g/ → /gw/
L(en fin de mot) : /ɫ/ → /w/
LH : /ʎ/ → /lʲ/
NH : /ɲ/ → /nʲ/
QU : /k/ → /kw/
(E)R(en début de mot)/RR : /ʀ/ → /r/
SC(devant e ou i)/XC (devant e ou i) : /ʃs/ → /ʃ/
Certains mots comportant une ancienne consonne muette, notamment p ou t, sont prononcées avec, mais sans l'écrire : 
| Forme     | Forme    | Prononciation         | Prononciation          | Traduction |
| Ancienne  | Actuelle | Portugais du Portugal | Portugais est-timorais | Traduction |
| acção     | ação     | /ɐsɐ̃w/                | /aksə̃w̃/                | action     |
| baptismo  | batismo  | /bɐtiʒmu/             | /bətiʒmʊ/              | baptême    |
| contacto  | contato  | /kõtatu/              | /kõntaktʊ/             | contact    |
| direcção  | direção  | /diɾɛsɐ̃w/             | /diɾɛksə̃w/             | direction  |
| elétcrico | elétrico | /ilɛtɾiku/            | /lɛktɾikʊ/             | électrique |
| óptimo    | ótimo    | /ɔtimʊ/               | /ɔptimʊ/               | optimal    |